# Survivor: Winners at War
Survivor: Winners at War je 40. řada americké reality show Kdo přežije. Pro jubilejní sérii se do soutěže vrátilo 20 vítězů z předešlých řad, aby se utkali o největší výhru v historii jakékoliv reality show – 2 miliony dolarů. Již po osmé za sebou a po deváté celkově se natáčelo na Fidži, tentokrát v květnu a červnu roku 2019. Samotná premiéra této řady pak byla na americké stanici CBS dne 12. února 2020, vítěz byl oznámen 13. května. Tím byl korunován Tony Vlachos, který ve finále porazil Natalie Anderson a Michelle Fitzgerald poměrem hlasů od poroty 12–4–0 a po Sandře Diaz-Twine se stal teprve druhým dvojnásobným vítězem této soutěže.

## Skryté symboly imunity
Součástí hry bylo také několik skrytých symbolů imunity, výhod. Zde jsou následující:
- Steal a vote – soutěžící měl možnost znemožnit dalšímu hlasovat na kmenové radě a sám mohl hlasovat dvakrát
- Safety without power – ta soutěžícímu poskytla imunitu na jednu kmenovou radu výměnou za to, že nebude moci hlasovat na téže kmenové radě nebo zde byly možnosti zkomplikovat nějakému soutěžícímu výzvu o imunitu. Po vyřazení každý trosečník navíc zamířil na ostrov zvaný
- Edge of Extinction, kde za velmi malého přídělu jídla vyčkával na možnost vrátit se výhrou v náročné výzvě zpět do hry. Tyto možnosti byly celkem 2, před sloučením kmenů Sele, Dakal a Yara a poté před samotným koncem hry.
- Fire Tokens – Novinka v této sérii: měna, pomocí které si soutěžící mohli kupovat jídlo nebo právě již zmíněné výhody do hry.[2]

## Soutěžící
Hráči v této sérii:
- Amber Mariano – 2. vyřazená po tom, co se nedokázala přizpůsobit novodobějšímu a agresivnějšímu stylu hry. Navíc se její soukmenovci báli jejího vztahu s Robem, který byl rovněž součástí této řady.
- Danni Boatwright – 3. vyřazená, začala být paranoidní ohledně své aliance s Parvati, Robem a Ethanem. Tito tři se jí proto poté rozhodli vyloučit.
- Ethan Zohn – 4. vyřazený, kmen se začal bát jeho silné aliance s Parvati a Robem.
- Rob Mariano – 6. vyřazený, i když se po promíchání kmenů ocitl ve většině, jeho reputace jednoho z nejlepších a nejoblíbenějších hráčů vůbec donutila jeho bývalé soukmenovce otočit proti němu.
- Sandra Diaz-Twine – 7. vyřazená, i když měla skrytý symbol imunity, věnovala ho Denise výměnou za 2 Fire Tokeny. Ta se však obrátila proti ní a nakonec byla jediná, kdo proti Sandře hlasovala. I to díky správnému zahrání symbolu imunity stačilo poslat ji ze hry.
- Parvati Shallow – 8. vyřazená, po promíchání kmenů se ocitla v menšině, pokusila se svůj obrovský „terč“ přesunout na Wendella, byla však neúspěšná.
- Yul Kwon – 9. vyřazený, jeho soukmenovci v něm uviděli příliš velkou strategickou hrozbu.
- Wendell Holland – 10. vyřazený, v chaosu po sloučení se nakonec nejvíce prosadila Sophie, která přemluvila většinu pro jeho vyloučení.
- Adam Klein – 11. vyřazený, jeho nepředvídatelná povaha donutila ostatní obrátit se proti němu.
- Tyson Apostol – 5. vyřazený a později 12. vyřazený (vyhrál první ze dvou výzev o návrat do hry) Po zformulování 2 aliancí se ocitl v menšině a vzhledem k tomu, že se Kim nepodařilo správně zahrát symbol imunity, byl vyloučen.
- Sophie Clarke – 13. vyřazená, Tony se začal bát jejího vztahu se Sarah. Po tom, co se nerozhodla zahrát svůj symbol imunity, byla vyloučena.
- Kim Spradlin – 14. vyřazená, snažila se odstranit Tonyho, ten však vyhrál soutěž o imunitu a po zjištění o jejích záměrech se mu povedlo přesvědčit ostatní obrátit se proti ní.
- Jeremy Collins – 15. vyřazený, po tom, co se dlouhou dobu nacházel v menšině, se pokusil vyloučit Bena, Tony měl však jiné úmysly, proto nakonec všechny obrátil proti Jeremymu.
- Nick Wilson – 16. vyřazený, jeho rozhodnutí poslechnout Tonyho a vyřadit Jeremyho se mu na následující kmenové radě vymstilo, nevěděl totiž, že ho soukmenovci chtějí dostat ze hry.
- Denise Stapley – 17. vyřazená, poté, co byly na kmenové radě použity 3 symboly imunity, nevešly v platnost žádné hlasy a proto se muselo volit znovu a to pouze mezi Sarah a Denise. Jejich soukmenovci se nakonec rozhodli Sarah ušetřit.
- Ben Driebergen – 18. vyřazený, rozhodl se obětovat pro svou kamarádku Sarah, aby měla větší šanci na výhru.
- Sarah Lacina – 19. vyřazená – prohrála soutěž rozdělávání ohně s Tonym a nedostala se tak na finálovou kmenovou radu.
- Michelle Fitzgerald – finalistka, svou hru obhajovala na základě outsidera, který byl vynechán z mnoha hlasování a aliancí, ale přesto všechno dokázala vždy najít cestu až do finále. Porota ji však neodměnila ani jedním hlasem.
- Natalie Anderson – 1. vyřazená a později finalistka (vyhrála druhou ze dvou výzev o návrat do hry) Na porotu se snažila zapůsobit především svou hrou po vyřazení, na „Edge of Extinction“, na kterém skutečně dominovala – našla nejvíce výhod a získala nejvíce Fire Tokenů, přesto však dostala od poroty pouze 4 hlasy a prohrála.
- Tony Vlachos – vítěz, od poroty si získal největší přízeň svou agresivní, fyzickou, sociální i strategickou hrou. Přestože byl během hry svou reputací velkou hrozbou, nikdo proti němu za celou dobu nehlasoval. Od poroty díky tomu dostal 12 hlasů a získal 2. titul posledního přeživšího a 2 miliony dolarů.[4]

I tato série vyvolala u fanoušků pár kontroverzních témat. Neúčastnili se jí totiž dva původní vítězové – Richard Hatch a Tina Wesson. Naopak zde převažovalo mnohem více vítězů z řad novějších a méně z řad starších. Spekulovalo se také o předherní alianci mezi vítězi z novějších řad, což mělo za důsledek brzkého vyřazení všech vítězů z původních sérií.